# Diocesi di Comminges

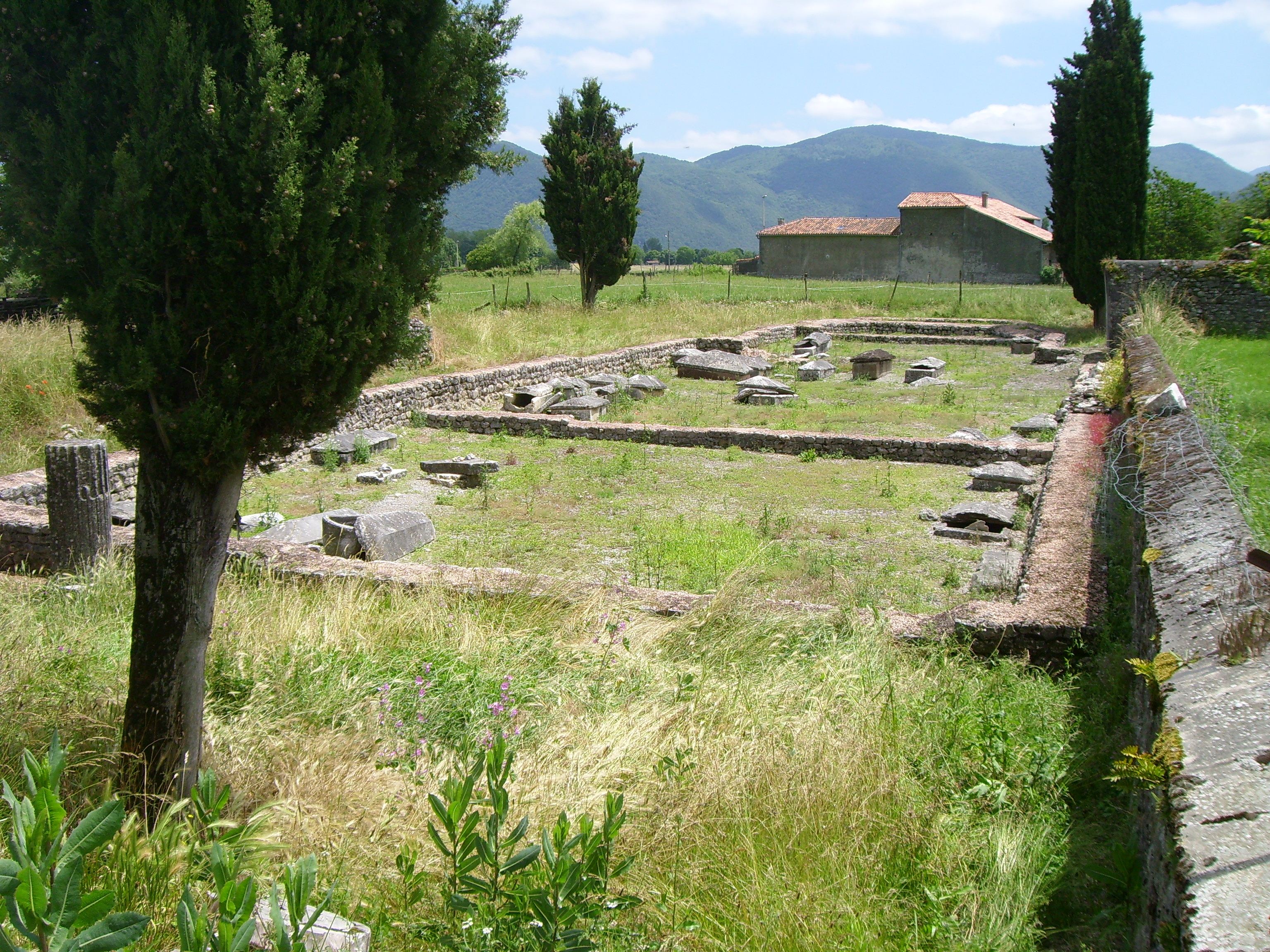
Resti di una basilica paleocristiana del V secolo nell'antica Lugdunum Convenarum.

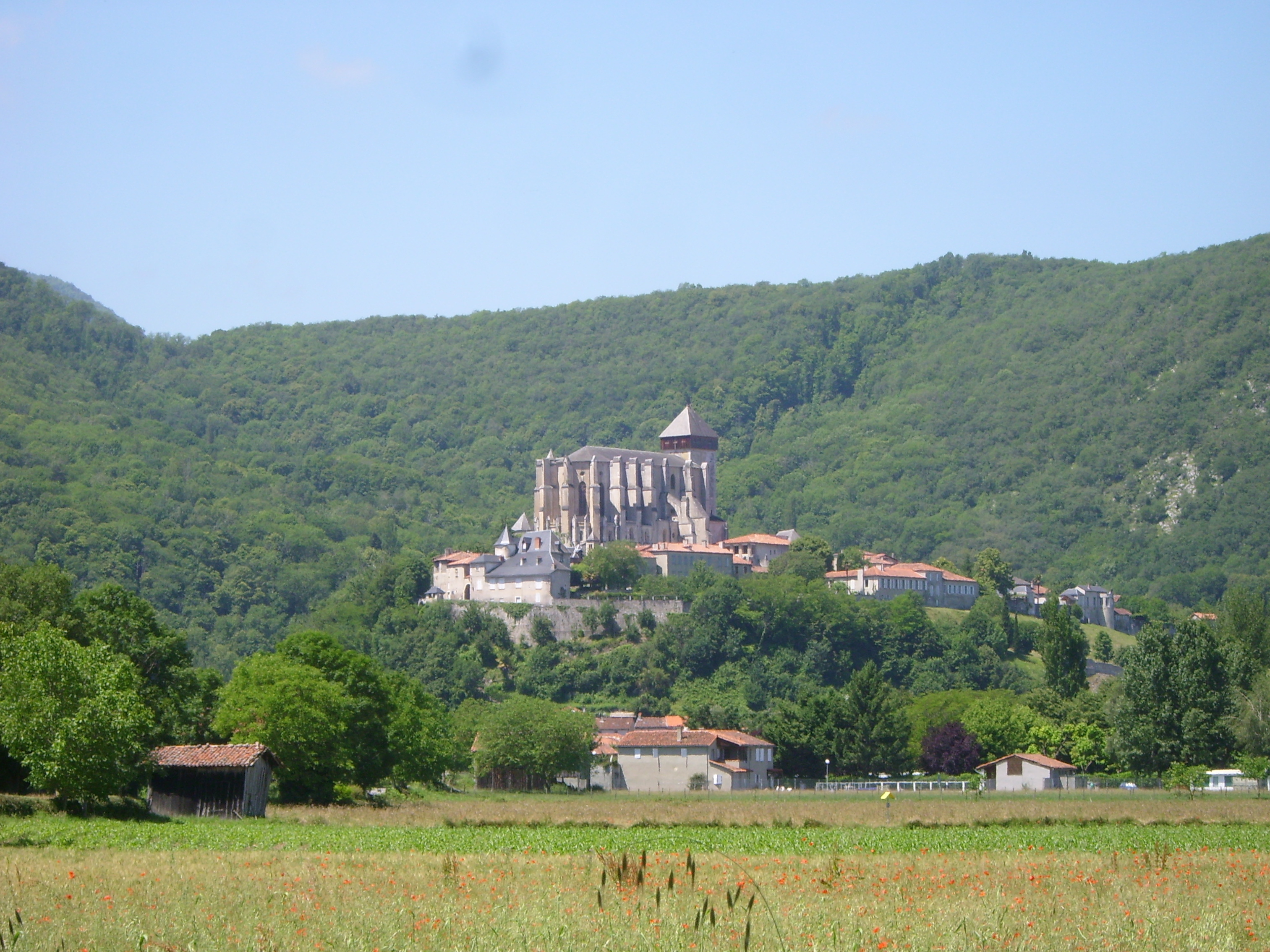
Vista sulla città alta di Saint-Bertrand de Comminges e della cattedrale.

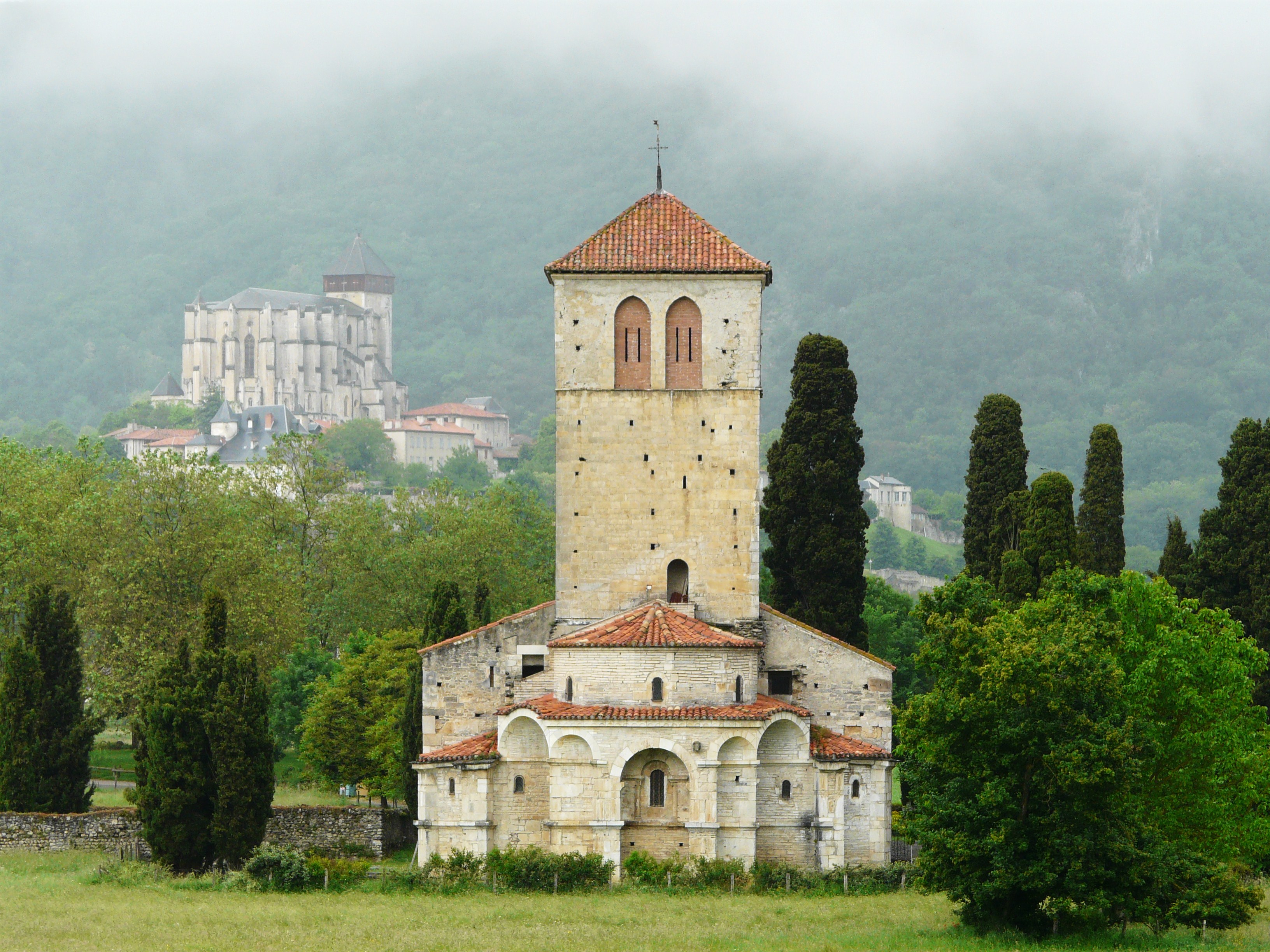
La basilica di San Giusto (XI-XII secolo) e sullo sfondo la cattedrale di Saint-Bertrand de Comminges.

La diocesi di Comminges (in latino Dioecesis Convenarum) è una sede soppressa della Chiesa cattolica.

## Territorio
È conosciuta anche con il nome di diocesi di Saint-Bertrand de Comminges. Comminges è una regione storica della Francia, che oggi corrisponde alla parte meridionale del dipartimento dell'Alta Garonna.
La diocesi confinava a nord con le diocesi di Auch e Lombez; ad est con quelle di Rieux e Couserans; a sud con la Spagna e ad ovest con la diocesi di Tarbes. La val d'Aran, oggi in territorio spagnolo, faceva parte della diocesi.
Sede vescovile era la città di Saint-Bertrand-de-Comminges nell'attuale dipartimento dell'Alta Garonna, dove fungeva da cattedrale la chiesa di Nostra Signora e di San Bertrando.
Nel 1786 la diocesi comprendeva 231 parrocchie, 28 delle quali in territorio spagnolo, suddivise in 5 arcidiaconati: Comminges, Aran, Rivière, Bourjac e Aure; e 22 arcipresbiterati. All'epoca della sua soppressione, la diocesi contava circa 660 ecclesiastici, di cui oltre 520 sacerdoti.

## Storia
La scoperta di alcune epigrafi testimoniano l'esistenza di una numerosa comunità cristiana nella civitas Convenarum già nel IV secolo, epoca alla quale è attribuibile la fondazione della diocesi. Infatti tra le diocesi della provincia romana di Novempopulana menzionate nella Notitia Galliarum di fine IV secolo è ricordata anche la sede di Comminges, suffraganea dell'arcidiocesi di Eauze.
La diocesi sembrerebbe inoltre menzionata in una lettera di san Girolamo (fine IV secolo - inizio V secolo), dove si parla del prete Vigilanzio e del suo vescovo, di cui però non si fa il nome. E in una lettera di Sidonio Apollinare del 475 circa si accenna alla chiesa di Comminges come una di quelle lasciate senza pastore dalle incursioni dei Goti. Primo vescovo noto è Soave, presente al concilio di Agde del 506.
Attorno alla metà del IX secolo la diocesi entrò a far parte della provincia ecclesiastica dell'arcidiocesi di Auch.
Tra i vescovi più significativi del Medioevo è da segnalare san Bertrand de l'Isle, protagonista di un vero e proprio rinascimento per la diocesi, con le sue frequenti visite alle parrocchie e la sua partecipazione ai sinodi riformatori dell'epoca (Bordeaux, Clermont, Poitiers). La sua opera fu continuata da Roger de Noé e Arnaud Roger, che furono tra i protagonisti dello sviluppo della vita monastica e spirituale della diocesi.
In più occasioni, tra XIV e XVI secolo, i disaccordi tra capitolo della cattedrale e Santa Sede sulla nomina dei vescovi sfociarono in veri e propri conflitti a detrimento della vita della diocesi. Il primo scontro portò alla nomina papale di Bertrand de Got, futuro papa Clemente V, con bolla del 1295.
Nel Seicento i vescovi Hugues de Labatut e Louis de Guron pensarono di trasferire la sede episcopale a Saint-Gaudens, ma si scontrarono con l'opposizione risoluta del capitolo della cattedrale. Diversi furono comunque i vescovi che avevano la loro residenza abituale a Saint-Gaudens.
La fondazione del seminario diocesano dovette fare i conti con mille difficoltà. I primi tentativi del 1619 non portarono a nulla e solo con Gilbert de Choiseul fu dato inizio alla sua costruzione a Saint-Gaudens; Jean-François de Brezay portò a termine l'opera, affidandola ai Gesuiti, i quali però poterono iniziare i corsi solo nel 1712.
La diocesi fu soppressa in seguito al concordato con la bolla Qui Christi Domini di papa Pio VII del 29 novembre 1801 e il suo territorio incorporato in quello dell'arcidiocesi di Tolosa e della diocesi di Bayonne (dal 1822 nella diocesi di Tarbes).
Dal 19 gennaio 1935 gli arcivescovi di Tolosa portano il titolo di vescovi di Comminges.

## Cronotassi dei vescovi
- Anonimo †
- Soave † (menzionato nel 506)
- Presidio † (prima del 533 - dopo il 541)
- Amelio † (prima del 549 - dopo il 551)
- Ruffino † (menzionato nel 585)
- Rigoberto † (menzionato nel 614)
- Sesemundo o Mauroleno † (menzionato nel 673/675)[2]
- Abramo † (menzionato nel 787 circa)
- Massimo ? † (menzionato nell'812)
- Involato † (menzionato nell'879)
- Ariolo † (circa 950 - 978)
- Pierre de Comminges † (circa 978 - 1025)
- Guillaume I † (1036 - 1055)
- Bernard † (1055 - 1063)
- Guillaume II † (1063 - 1078)
- Auger de Labarthe † (1079 - 1083)
- San Bertrando † (1083 - 16 febbraio 1123 deceduto)
- Roger de Noé † (1123 - circa 1152 deceduto)
- Arnaud Roger I † (1153 - 6 marzo 1177 deceduto)
- Gérard † (1177)
- Arsius Daujou † (1177 - 2 giugno 1188 deceduto)
- Raymond Arnaud † (circa 1188 - 1204)
- Sperague † (settembre 1204 - 1206)
- Adhémar de Castillon † (1207 - 1209)
- Garsias de Lort † (dopo giugno 1210 - dopo aprile 1213 nominato arcivescovo di Auch)
- Grimoard † (dopo gennaio 1212 - 10 settembre 1240 deceduto)
- Arnaud Roger II † (1241 - dopo maggio 1260 dimesso)
- Gérard d'Audiran † (1260 - luglio 1262 deceduto)
- Bertrand de Miremont † (1263 - 31 gennaio 1286 deceduto)
  - Sede vacante (1286-1295)
- Bertrand de Got † (28 marzo 1295 - 23 dicembre 1299 nominato arcivescovo di Bordeaux, poi eletto papa con il nome di Clemente V)
- Boson de Salignac † (22 dicembre 1299 - aprile/luglio 1315 deceduto)
- Bernard, O.P. † (7 settembre 1316 - 1317 deceduto)
- Scot de Linières † (3 dicembre 1317 - luglio 1325 deceduto)
- Guillaume de Cun † (12 giugno 1325 - 1336 deceduto)
- Hugues de Castillon † (10 maggio 1336 - 4 ottobre 1352 deceduto)
- Bertrand de Cosnac, C.R.S.A. † (17 ottobre 1352 - 30 maggio 1371 dimesso)
- Guillaume d'Espagne † (6 giugno 1371 - 1384 deceduto)
- Amaury de Lautrec, C.R.S.A. † (18 maggio 1384 - 12 luglio 1385 dimesso)
  - Amaury de Lautrec, C.R.S.A. † (12 luglio 1385 - 7 giugno 1390 deceduto) (amministratore apostolico)
- Menaud de Barbazan † (28 giugno 1390 - 1421 deceduto)
  - Pierre de Foix † (7 agosto 1422 - 5 luglio 1451 dimesso) (amministratore apostolico)
- Arnaud-Raymond d'Espagne † (5 luglio 1451 - 1464 deceduto)
- Jean de Foix † (9 maggio 1466 - 1499 dimesso)
  - Amanieu d'Albret † (19 luglio 1499 - 1514 dimesso) (amministratore apostolico)
  - Gaillard de l'Hospital † (14 gennaio 1502 - 1513 deceduto) (antivescovo)
- Louis Dourville (o d'Oreille) † (8 gennaio 1515 - 1523 dimesso)
- Jean de Mauléon † (17 giugno 1523 - 1551 deceduto)
- Jean Bertrand † (16 dicembre 1555 - 1556 dimesso)
  - Carlo Carafa † (6 luglio 1556 - 4 marzo 1561 deceduto) (amministratore apostolico)
- Pierre d'Albert † (9 maggio 1561 - 1568 deceduto)
- Carlo di Borbone-Navarra † (1569 - 1579 dimesso)
- Urbain de Saint-Gelais de Lansac † (26 giugno 1580 - 5 febbraio 1613 deceduto)
- Gilles de Souvray † (5 febbraio 1613 succeduto - 1624 dimesso[3])
- Barthélemy de Donnadieu de Griet † (6 ottobre 1625 - 12 novembre 1637 deceduto)
- Hugues de Labatut † (3 dicembre 1640 - 10 febbraio 1644 deceduto)
- Gilbert de Choiseul du Plessis Praslin † (6 febbraio 1646 - 22 dicembre 1670 nominato vescovo di Tournai)
- Louis de Rechiègne Voisin de Guron † (20 dicembre 1671 - 20 maggio 1693 deceduto)
- Jean-François de Brezay de Denon-Ville † (5 ottobre 1693 - 12 aprile 1710 deceduto)
- Olivier-Gabriel de Lubières du Bouchet † (26 gennaio 1711 - 28 agosto 1740 dimesso)
- Antoine de Lastic † (29 agosto 1740 - 15 dicembre 1763 dimesso)
- Charles-Antoine-Gabriel d'Osmond de Médavy † (20 febbraio 1764 - 9 aprile 1785 dimesso)
- Antoine-Eustache d'Osmond † (11 aprile 1785 - 26 settembre 1801 dimesso[4])
  - Sede soppressa